# Patellapis corallina
Patellapis corallina là một loài Hymenoptera trong họ Halictidae. Loài này được Benoist mô tả khoa học năm 1944.